# Joaquín Javier Uriz y Lasaga
Joaquín Javier Uriz y Lasaga (Sada de Sangüesa 1747- Pamplona 1829) fue un  canónigo y abogado español obispo de Pamplona benefactor de los desfavorecidos, en especial de los niños abandonados. 
Entre sus actuaciones destacó  la construcción a expensas suyas de La Casa de Maternidad e inclusa de Navarra en 1804.

## Biografía
Nació en el municipio Navarro de Sada de Sangüesa en una familia acomodada. Estudió derecho canónico y civil en las universidades de Huesca e Irache, licenciándose en 1767. 
Posteriormente ejerció de abogado y en 1774 optó por el sacerdocio.  
Fue elegido canónigo en 1777 y doce años más tarde arcediano de la tabla de la Catedral de Pamplona. 
En 1783 fue nombrado visitador de Roncesvalles y desde 1803 hasta 1815 fue prior de su colegiata.
Pío VII lo nombró obispo de Pamplona en 1815.
Durante el trienio liberal (1820-1823) acató la Constitución de Cádiz pero tachó al gobierno de incompetente por lo que fue desterrado a Burgos en agosto de 1822; pero, a media jornada, una partida de voluntarios realistas lo salvó y condujo hasta territorio francés, donde permaneció hasta la entrada de los Cien Mil Hijos de San Luis en 1823.
En 1804 fundó la Inclusa o Casa de Maternidad y de Niños Expósitos, de Pamplona con lo que mejoró las condiciones de los niños abandonados de Navarra y de la vecina provincia de Guipúzcoa que no disponía de ninguna inclusa.
Hasta entonces los niños abandonados eran depositados en el hospital de la misericordia donde convivían con  tullidos, dementes o enfermos indigentes, con un índice de mortalidad altísimo.
En otro orden de cosas, entregó elevadas cantidades de dinero a Roncesvalles, a la Catedral de Pamplona y a las casas de beneficencia. 
En 1801 escribió un libro de referencia sobre los niños expósitos titulado: Causas prácticas de la muerte de los niños expósitos en sus primeros años; remedio en su origen de un tan grave mal. 
Falleció en 1829 y fue enterrado en la Barbazana de Pamplona.